# Juan de Lerma
Juan de Lerma (Lerma, finales del siglo XV - Nueva Segovia, 1549) fue un mercader, naviero y conquistador castellano.
Juan de Lerma era originario de la localidad burgalesa de Lerma. Su padre era García de Lerma, escribano, hijo de un mercader llamado también Juan de Lerma y hermano del acaudalado mercader Hernán García de Lerma el Rico. Su madre, Beatriz de Palenzuela, era sobrina-nieta del obispo Alonso de Palenzuela. Estuvo casado con Marina de Torres, hija del también mercader Pedro de Torres.
Se instaló en Sevilla antes de 1506, prestando dinero a mercaderes que comerciaban con las Indias recién descubiertas. En 1520 viajó él mismo a las Indias acompañando a su pariente García de Lerma, que estaba vinculado al alimirante Diego Colón.
Llegó a Nueva España hacia 1525. El año siguiente se disponía a partir de Veracruz en un viaje comercial de rutina cuando su nave fue requisada para llevar a un oficial de la Corona a Sevilla. Lerma aportó así en enero de 1527 en Marbella, probablemente desviado de su rumbo por una tormenta. Al tratar de alcanzar la desembocadura del Guadalquivir, la nave de Lerma se destruyó al encallar cerca del Puerto de Santa María.
Lerma regresó a Nueva España a bordo de otra nave, llamada Santa María de la Barquera. Debido a la amenaza que representaban los corsarios franceses, la nave de Lerma fue en convoy con otras que transportaban a la hueste del adelantado Francisco de Montejo, que tenía la intención de conquistar Yucatán. Lerma llegó a Santo Domingo el 3 de agosto de 1527 y de allí continuó a Nueva España.
Pocos meses después, en 1528, Lerma socorrió con tres navíos cargados de provisiones a Montejo, que estaba teniendo grandes dificultades en su campaña militar. En los años siguientes, Lerma se involucró más directamente en dicha conquista, siendo nombrado en 1534 tesorero real de Yucatán. Debido al escaso éxito de la campaña, Lerma acumuló fuertes deudas que terminaron llevándole a la cárcel en Santiago de Cuba en 1535. Tras ser liberado marchó a Puerto Caballos, en la actual Honduras, donde solicitó con éxito el puesto de factor y veedor en dicha provincia.
Falleció en Nueva Segovia (actual Nicaragua) en 1549 o poco después. En sus últimos años engendró dos hijos naturales, Juan y Beatriz. Tras su muerte, su madre tuvo que pleitear por su herencia.